# Parti populaire allemand (Roumanie)
Le Parti populaire allemand (en allemand : Deutsche Volkspartei in Rumänien; en roumain : Partidul Poporului German din România, PPGR) était un parti politique roumain issu de la minorité allemande, qui exista entre 1935 et 1938. 

## Histoire
Alfred Bonfert fonda le PPGR le 22 avril 1935, à la suite de son départ du Parti allemand, d'inspiration nazie, à qui il reprochait pourtant son attitude conciliante envers les dirigeants des partis démocratiques, et dont le président fut régulièrement accusé de Judéo-bolchevisme par Bonfert dans les années suivant la scission. La base du parti était la bourgeoisie allemande convertie au nazisme. It était organisé selon le modèle créé par Hitler, d'un parti doté d'un système paramilitaire, dans lequel les cadres étaient nommés par les organes hiérarchiques supérieurs. Il possédait trois journaux : Der Stürmer (Timișoara), Ost-deutscher beobachter (Sibiu), et Sachsenburg (Brașov).
Dans son programme de 1935, le PPGR demandait le respect de la Constitution roumaine de 1923, ainsi que l'autonomie culturelle des communautés locales allemandes. Le parti voulait également entretenir un esprit "allemand" (mais en réalité nazi) parmi les Allemands de Roumanie, et l'idée que de chacun d'entre eux représentait un élément du Grand Reich, dont ils devaient servir les intérêts. Le PPGR était hostile aux Roumains et essaya d'isoler les Allemands du reste de la population. Il adopta également une attitude intransigeante envers les gouvernements du pays, désavouant la politique de coopération, lui préférant la confrontation. Alors qu'il représentait une véritable cinquième colonne du Reich, il ne fut jamais très populaire, gagnant moins de 1 % des voix lors des élections générales de 1937, bien que les Allemands représentaient plus de 4 % de la population.
Le Parti populaire allemand, comme tous les partis existant en Roumanie en ce temps, fut dissous le 30 mars 1938, néanmoins sous les ordres de Berlin, ses restes fusionnèrent avec le Parti allemand en octobre 1938.